# Ido Drent
Ido Drent (Pretoria, 27 gennaio 1987) è un attore sudafricano.

## Filmografia
- Shortland Street (2009–2012)
- Offspring (2013–in corso)
- INXS: Never Tear Us Apart (2014)
- When We Go To War (2015)
- Ash vs Evil Dead (2015)